# 百合岛
11°31′03″S 047°22′23″E / 11.51750°S 47.37306°E

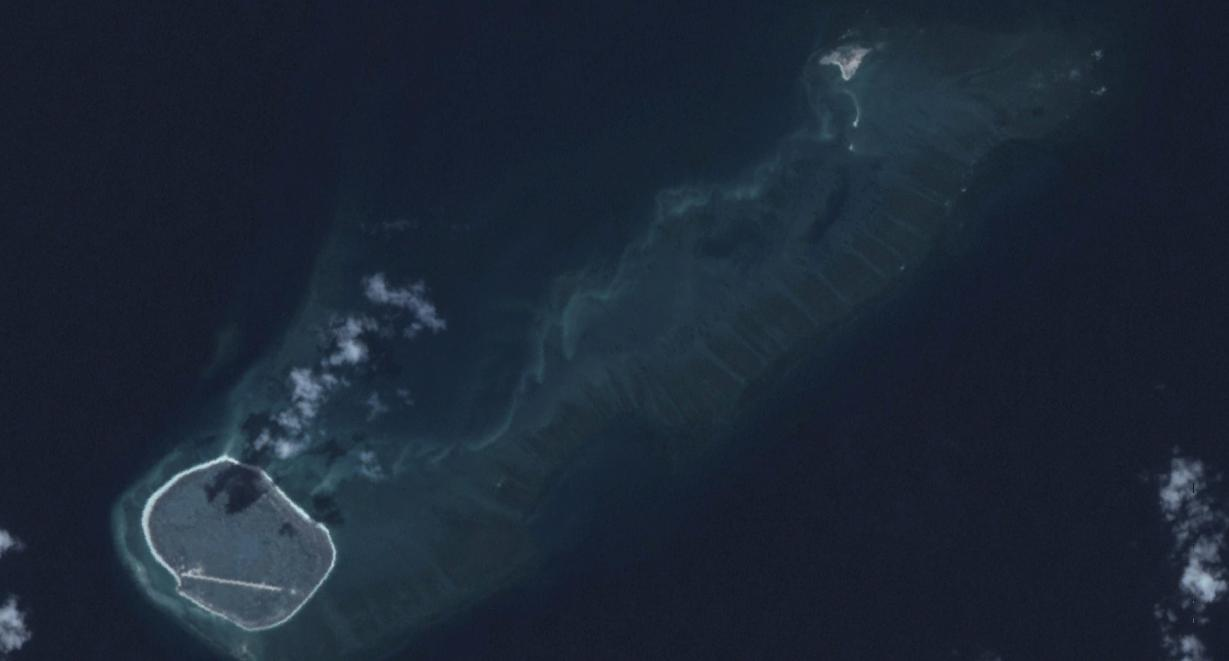
格洛里厄斯群岛卫星图，百合岛位于其右上方

百合岛（法語：Île du Lys，亦称Le Lys、Ile du Lise或是小格洛里厄斯岛）是位于马达加斯加东北的格洛里厄斯群岛中的一座无人小岛。目前由法国管辖，属于法属南部和南极领地的法属印度洋诸岛。但马达加斯加及科摩罗群岛均对其有主权要求。

## 地理
百合岛坐落在印度洋上的莫桑比克海峡，位于莫桑比克之东，塞舌尔群岛之南，马达加斯加之西北，科摩罗群岛之东北。是格洛里厄斯群岛的第二大岛，仅次于大格洛里厄斯岛，位于群岛的东北部。
全岛为三角形，直径约为600米，面积约0.13平方公里，全岛为珊瑚礁所环绕，并隐隐形成一座连接大格洛里厄斯岛的潟湖。

## 历史
百合岛无人居住，最早可能在七世纪时由马达加斯加人或者阿拉伯人航海者所发现。1878年为法国人伊波利特·卡尔托（Hippolyte Caltaux）所发现，他是最早发现整个格洛里厄斯群岛的欧洲人，并于1880年在大格洛里厄斯岛建立了一座椰子种植园。